# Pournoy-la-Chétive
Pournoy-la-Chétive település Franciaországban, Moselle megyében. Lakosainak száma 613 fő (2022. január 1.). Pournoy-la-Chétive Coin-lès-Cuvry, Coin-sur-Seille, Cuvry és Marieulles községekkel határos.

## Népesség
A település népességének változása:
| Lakosok száma | 152  | 345  | 520  | 684  | 648  | 643  | 642  | 635  | 624  | 613  |
|               | 1962 | 1975 | 1990 | 2006 | 2011 | 2013 | 2016 | 2018 | 2020 | 2022 |